# Maja Kraft
Maja Kraft, właśc. Natalia Gryczyńska (ur. 14 grudnia 1983 w Poznaniu) – polska piosenkarka popowa. 

## Życiorys
Pochodzi z rodziny o muzycznych tradycjach. Jej ojciec jest z wykształcenia muzykiem, matka podejmowała różne prace korporacyjno-biurowe. Była samotnie wychowywana przez matkę. Od wczesnego dzieciństwa wykazywała zainteresowanie muzyką, brała udział w różnych konkursach wokalnych.
W 1999 uczestniczyła w programie typu talent show Start w TVN-ie, meta na scenie w TVN. Dzięki udziałowi w programie została dostrzeżona przez wytwórnie płytowe, ostatecznie podpisała kontrakt z firmą Zic Zac, która zasugerowała jej przybranie pseudonimu artystycznego Maja Kraft. Pod szyldem wytwórni wydała w 2000 swój debiutancki album pt. Moje skrzydła, a z tytułowym singlem dotarła do 42. miejsca zestawienia audycji 30 ton – lista, lista przebojów w TVP2. Na płytę nagrała piosenki w stylistyce pop budzące skojarzenia z twórczością amerykańskiej piosenkarki Britney Spears. Z uwagi na materiał na płycie, ale także ówczesny wizerunek i sposób ubierania się, zyskała medialny przydomek „polskiej Britney Spears”. W 2001 związała się z TVP Polonia, na której antenie prowadziła program muzyczny Supermuza.
Po zaprzestaniu działalności artystycznej w 2001 skupiła się na nauce i wyjazdach zagranicznych. W 2009 ukończyła filologię polską na Uniwersytecie im. Adama Mickiewicza w Poznaniu. Po studiach współpracowała z kilkoma organizacjami sportowymi (m.in. UEFA i PZPN) jako marketingowiec. Od 2015 mieszka w Miami, gdzie początkowo podejmowała dorywcze prace (m.in. była kelnerką), później zajęła się sprzedażą luksusowych posiadłości.

## Dyskografia
Albumy
| Rok  | Tytuł                                                                    |
| ---- | ------------------------------------------------------------------------ |
| 2000 | Moje skrzydła - Data: 16 października 2000 - Wydawca: Zic Zac/BMG Poland |

Single
| 2000                           | „Moje skrzydła”                   | 42 | Moje skrzydła |
| 2000                           | „Twoja magia”                     | –  | Moje skrzydła |
| 2000                           | „Nie przestanę”                   | –  | Moje skrzydła |
| 2000                           | „Między nocą a dniem”             | –  | Moje skrzydła |
| 2001                           | „Mój karnawał” (z Bartkiem Wroną) | –  | Moje skrzydła |
| 2001                           | „Tylko wiatr”                     | –  | Moje skrzydła |
| „—” pozycja nie była notowana. |                                   |    |               |